# Bandera de Nunavut
La bandera de Nunavut està formada per dues franges verticals d'igual amplada, groga l'esquerra i blanca la dreta. En mig de les dues i separant les franges carrega un inukshuk vermell i un estel blau de cinc puntes, que representa l'estel polar, al quarter superior dret. Fou oficialitzada el primer d'abril de 1999, juntament amb el territori de Nunavut. Les proporcions són 1:2 i fou dissenyada per l'artista gràfic Andrew Qappik de Pangnirtung.

## Colors
Els diferents codis de color són els següents:
| Model de color | Groc        | Blanc         | Vermell     | Negre     | Blau        |
| -------------- | ----------- | ------------- | ----------- | --------- | ----------- |
| Pantone        | 012 C       | Blanc         | 485 C       |           | 2144 C      |
| RGB            | 253, 213, 0 | 255, 255, 255 | 213, 21, 22 | 0, 0, 0   | 1, 100, 187 |
| CMYK           | 0-16-100-1  | 0-0-0-0       | 0-90-90-17  | 0-0-0-100 | 100-47-0-27 |
| HTML           | #FDD500     | #FFFFFF       | #D51516     | #000000   | #0164BB     |

## Simbolisme
El simbolisme dins de la bandera es mostra amb els colors groc i daurat, escollits per simbolitzar les "riqueses de la terra, el mar i el cel", mentre que el vermell s'utilitza per representar el Canadà en conjunt. L'inukshuk, que divideix la bandera en dues meitats, és un monument de pedra tradicional utilitzat per les ètnies inuit i yupik a les regions àrtiques d'Amèrica del Nord, per guiar els viatgers i marcar límits. Al vol, l'estel blau de cinc puntes representa l'estrel polar (Niqirtsituk), un objecte important pel seu paper clau com a far de navegació, i com a representació simbòlica de la saviesa i el lideratge dels ancians de la comunitat.

## Història
El procés de creació d'una bandera per al territori de Nunavut va començar abans de la seva creació com a territori l'any 1999. Això va generar una gran expectació entre la comunitat vexil·lològica, ja que fou el primer canvi al mapa del Canadà des que Terranova es va convertir en província el 1949 i s'estava creant en una regió amb poca tradició vexil·lològica. En deferència als ancians de les comunitats inuit de Nunavut, el desenvolupament tant de la bandera com de l'escut es va guiar per la seva aportació. El procés pretenia donar al públic l'oportunitat d'oferir aportacions sobre els colors i el simbolisme de la bandera, així com donar l'oportunitat als artistes locals de participar-hi.
Es va fer una crida a tot Canadà per presentar-hi dissenys i se'n van rebre més de 800. Aquests dissenys foren revisats per un comitè format per artistes i ancians locals que van triar deu dissenys finalistes. A partir dels símbols i colors d'aquests deu finalistes, es varen desenvolupar cinc esborranys de la bandera. Van ser ajudats per redactar-los per l'artista inuit local Andrew Qappik. La versió final de la bandera va ser revisada i acceptada per la comissió responsable de la seva adopció, així com pel governador general del Canadà i la reina Elisabet II. Va ser presentada oficialment el primer d'abril de 1999, el dia en què tant el territori com el govern de Nunavut es van fer oficials.

## Altres

Bandera dels Franco-Nunavois